# Минчо Йовчев
Минчо Смилов Йовчев е български политик от БКП.

## Биография
Роден е на 27 февруари 1942 г. в Мъглиж. През 1966 година завършва Минния институт в Ленинград. Работи като технолог в Обединените заводи „Фридрих Енгелс“ в Казанлък. От 1968 година е член на БКП, а от 1986 и член на ЦК на БКП. От 1967 до 1971 г. е началник на отдел и заместник-директор на Обединеното предприятие „Хидравлика и пневматика“. Между 1971 и 1975 е заместник-директор на ДСО „Хидравлика“, а през 1978 – 1980 е първи заместник-председател на Изпълнителния комитет на ОНС в Стара Загора. От 1984 г. е първи секретар на Окръжния комитет на БКП в Стара Загора. В периода 1989 – 1990 е заместник-председател на Министерския съвет и министър на индустрията и технологиите. След 1990 година работи в различни фирми в София и Казанлък. В периода 16 ноември 1989 до 2 февруари 1990 е член на Политбюро на ЦК на БКП. През 1990 година става член на Висшия съвет на БСП.